# Халс, Франс
Франс Халс, также Хальс (нидерл. Frans Hals, МФА: [ˈfrɑns ˈɦɑls]) (1582—1583, Антверпен — 1666, Харлем) — голландский живописец Золотого века искусства Голландии. Выдающийся мастер портретного жанра. Старший брат живописца Дирка Халса.

## Биография
Франс Халс родился в 1582 или 1583 году в семье фламандского суконщика и торговца тканями Франхойса Франса (Franchoys Fransz) из города Мехелена и Адриантген ван Гертенрийк (Adriaentgen Van Geertenryck) из Антверпена. Его отец был католиком и членом ополчения. В 1585 году после падения Антверпена в годы Восьмидесятилетней войны семья, спасаясь от религиозных гонений на реформатскую церковь со стороны испанских властей, перебралась в Харлем, где Франс Халс прожил всю свою жизнь.
Дирк Халс, его младший брат, был крещён в протестантской церкви. Согласно анонимно написанной биографии Карела ван Мандера в его втором издании «Книги о художниках» (Het Schilder-Boeck), опубликованном в 1618 году, через двенадцать лет после смерти Ван Мандера, Франс Халс считается его учеником. Если это верно, то это должно было быть раньше 1603 года, поскольку в этом году Ван Мандер покинул город Харлем. В 1610 году Халс стал членом харлемской Гильдии Святого Луки и начал работать реставратором при городском совете; с этого момента ему также было разрешено нанимать учеников. Его самая ранняя известная датированная работа датируется 1611 годом, но, должно быть, она была написана гораздо раньше.
В 1616 году Франс Халс отправился в Антверпен, чтобы изучить творчество Рубенса и Ван Дейка. С 1612 по 1624 год Халс служил в местном стрелковом ополчении (schutterij). В 1616 году он написал свою первую «ополченческую картину» (schuttersstuk), а в 1639 году — последнюю. Благодаря разнообразной мимике, блестящей униформе и богатым цветовым оттенкам эти картины выделяются в его творчестве. С 1618 по 1626 год Франс Халс также был членом гарлемской риторической палаты (филологического общества) «Виноградные ветви» (De Wijngaertranken).
Халс был женат дважды: около 1610 года на Аннеке Харменсдаттер. В июне 1615 года она умерла при родах; вслед за матерью умер и второй сын семейства Халсов, имя которого неизвестно. В феврале 1617 года Франс Халс женился на Лисбет Рейньерс, с которой прожил почти полвека. Последний брак был заключён в Спарндаме, и через несколько дней у Халса родилась дочь Сара. Халс крестил пятнадцать детей и сам обучил живописи пятерых или шестерых сыновей.
Около 1615 года Франс Халс оказался в финансовом затруднении. Бедность преследовала его всю жизнь. Между 1620 и 1630 годами он стал писать больше заказных портретов. Он также взял учеников, среди которых, вероятно, был и Филипс Вауэрман. В 1644 году Халс стал президентом Гильдии Святого Луки. В 1649 году выполнил портрет Рене Декарта.
В старости Халс перестал получать заказы и впал в нищету. Художник умер в 1666 году в почтенном возрасте более восьмидесяти лет, после почти полувековой карьеры. Он похоронен под хором в старой протестантской церкви Св. Бавона (Grote of Sint-Bavokerk) на Гроте Маркт в Харлеме.

## Творчество
Некоторые особенности творчества художника — беглость манеры, «неровность» или кажущуюся «незаконченность» отдельных произведений — специалисты склонны объяснять его фламандским происхождением. Так, выдающийся знаток живописи Эжен Фромантен писал в своей знаменитой книге «Старые мастера» об особенностях таланта Франса Халса: «Он удивляет, он забавляет. Своею беспримерной быстротой в работе, неистощимой жизнерадостностью и эксцентричностью своих приёмов, насмешливостью ума и кисти он выделяется на строгом фоне современной ему живописи. Временами Халс поражает. Кажется, что он столь же искусен, как и одарён от природы, что его неудержимое вдохновение — счастливое свойство глубокого таланта. Но почти тотчас же он себя компрометирует, роняет себя в наших глазах, разочаровывает».

 «Несмотря на натуралистичность, иногда производящую отталкивающее впечатление, они поражают исключительной для того времени свободой техники и виртуозностью почти импрессионистического мазка. Халс отказался от традиционной лессировочной живописи и писал в манере „a la prima“ — за один сеанс, предвосхитив этим многие открытия художников последующих столетий. Его манера работы „быстрой кистью“ и широким мазком создавала впечатление мерцающего света, движения, что является наивысшим выражением самого принципа живописности. Некоторая рыхлость формы и неясность композиции компенсировались непринуждённостью и непосредственностью выполнения. Мазок Халса не следует форме, а сама форма как бы рождается из стремительной, динамичной манеры художника… Халсу чужд отвлечённый идеализм Вермеера Делфтского или философский романтизм Рембрандта»
Первый портрет Халс создал в 1611 году, однако известность пришла к нему после создания картины «Банкет офицеров стрелковой роты Святого Георгия» (1616).
«Ранней манере Халса свойственно пристрастие к тёплым тонам, чёткой моделировке форм при помощи тяжёлых плотных мазков». В 1620-х Халс наряду с портретами писал бытовые сцены и композиции на библейские сюжеты («Евангелист Лука», «Евангелист Матфей», около 1623—1625 гг.)".
В 1620—1630 годах Халс написал целый ряд портретов, на которых изображены весёлые, блещущие жизненной энергией персонажи из простого народа («Шут с лютней», 1620—1625, «Весёлый собутыльник», «Малле Баббе», «Цыганка», «Мулат», «Мальчик-рыбак»; все — около 1630 года). Единственным портретом в полный рост является «Портрет Виллема Хейтхейссена» (1625—1630).
«В этот же период Халс радикально реформировал групповой портрет, порвав с условными системами композиции, вводя в произведения элементы жизненных ситуаций, обеспечивающие непосредственную связь картины и зрителя („Банкет офицеров стрелковой роты св. Адриана“, около 1623—1627 годов; „Банкет офицеров стрелковой роты св. Георгия“, 1627; „Групповой портрет стрелковой роты св. Адриана“, 1633; „Офицеры стрелковой роты св. Георгия“, 1639)». Не желая покидать Харлем, Халс отказывался от заказов, если для этого необходимо было ехать в Амстердам. Единственный групповой портрет, начатый им в Амстердаме, пришлось заканчивать другому художнику.
В 1620-х — 1640-х годах, в период наивысшей популярности, Халс написал много двойных портретов супружеских пар: муж на левом портрете, а жена — на правом. Единственная картина, на которой супруги изображены вместе, — «Свадебный портрет Исаака Массы и его жены Беатрикс ван дер Лан» (1622).
«Психологические характеристики углубляются в портретах 1640-х годов („Регенты госпиталя св. Елизаветы“, 1641; „Портрет молодого человека“, около 1642—1650; „Яспер Схаде ван Веструм“, около 1645); в колорите этих произведений начинает преобладать серебристо-серый тон. Поздние произведения Халса исполнены в очень свободной манере и решены в скупой цветовой гамме, построенной на контрастах чёрных и белых тонов („Мужчина в чёрной одежде“, около 1650—1652, „Портрет Виллема Круса“, около 1660); в некоторых из них проявилось чувство глубокого пессимизма („Регенты приюта для престарелых“, „Регентши приюта для престарелых“, обе — 1664 год)».
А. Н. Бенуа в своём знаменитом «Путеводителе по Картинной галерее Императорского Эрмитажа» (1910), писал, что эволюция искусства Халса была стремительной и сразу «обозначает шаг к абсолютной зрелости. Это тем более удивительно, что все сверстники Халса, и даже младший его брат, несравненно архаичнее и скорее примыкают к художникам шестнадцатого века… Мало того, сравнение с Халсом по непосредственности, по абсолютному мастерству может выдержать лишь один Веласкес (который был всё же на двадцать лет моложе его). Как тот, так и другой представляются, скорее, людьми девятнадцатого века, так мало в них условностей эпохи, такая в них чувствуется полнота свободы».
Далее Бенуа отмечал, что у Халса не было настоящих последователей, «он оставался не только загадкой, но и одинокой загадкой». У него было много учеников, но никто, даже родные сыновья, не пошли по его следам. Странностью является и необычная жестокость Халса, хотя она может быть частично объяснена его темпераментом. «Он был пьяницей, его первая жена умерла вскоре после побоев; на Лисбет Рейньерс — простой крестьянке — он женился в год смерти первой жены». Однако в живописной манере Халса А. Н. Бенуа отмечал «следы натурализма Караваджо». Завершая рассмотрение поздних произведений Франса Халса, Э. Фромантен написал: «Нет таких технических проблем, которых он не ставил бы себе, не распутывал, не разрешал. Нет таких рискованных приёмов, которые не стали бы привычными для него. Исключительный опыт художника настолько велик, что продолжает жить, почти не понеся ущерба, в его уже одряхлевшем теле».
Франс Халс стал широко известен благодаря своим ярким портретам, а также благодаря влиянию, которое он оказал на своих современников и потомков — на живописцев XIX и начала XX века. В середине XVII столетия харлемский историк Т. Скревеллиус писал, что «своей необычной манерой живописи, которая принадлежит ему одному, Халс в сущности превосходит всех… Своей кистью он бросает вызов самой природе, кажется, что его картины дышат и живут». В XVIII веке творчество Халса ценили мало, но в XIX веке его заново открыли импрессионисты и постимпрессионисты. Винсент Ван Гог однажды заметил, что у Халса он увидел «не менее чем 27 оттенков чёрного».
Наиболее крупным собранием картин живописца обладает Музей Франса Халса в Харлеме. В санкт-петербургском Эрмитаже имеется два мужских портрета работы Халса: «Портрет молодого человека с перчаткой в руке» и «Мужской портрет».
В России имя художника стало широко известно благодаря художественному фильму "Возвращение "Святого Луки" 1970 года.

## Галерея
- Святой Лука. 1623–1625. Холст, масло. Одесский музей западного и восточного искусства
- Иоанн Богослов. 1625–1628. Холст, масло. Музей Гетти, Лос-Анджелес
- Смеющийся мальчик. Ок. 1625. Дерево, масло. Маурицхёйс, Гаага
- Портрет Виллема Хейтхейссена. 1625–1630. Холст, масло. Старая Пинакотека, Мюнхен
- Весёлый собутыльник. Между 1628 и 1630. Холст, масло. Рейксмюсеум, Амстердам
- Шут с лютней. Между 1628 и 1630. Холст, масло. Лувр, Париж
- Малле Баббе. Ок. 1633. Холст, масло. Берлинская картинная галерея
- Мужской портрет. Между 1650 и 1653. Холст, масло. Государственный Эрмитаж, Санкт-Петербург
- Смеющийся кавалер. 1624. Холст, масло. Собрание Уоллес, Лондон
- Мужской портрет. 1630. Холст, масло. Королевская коллекция, Великобритания
- Портрет Виллема Круса. Между 1660 и 1666. Дерево, масло. Старая Пинакотека, Мюнхен
- Пикельхеринг (Весёлый Цехер). Ок. 1628. Холст, масло. Музей изобразительных искусств, Лейпциг
- Портрет Питера ван ден Бреке. Ок. 1633. Холст, масло. Кенвуд-хаус, Камден, Лондон
- Скрипач среди дюн. Ок. 1630. Холст, масло. Музей Тиссена-Борнемисы, Мадрид
- Портрет молодого человека с черепом. Ок. 1626. Холст, масло. Лондонская национальная галерея
- Портрет Даниеля ван Акена. Между 1630 и 1666. Холст, масло. Национальный музей изобразительных искусств, Стокгольм
- Юный певец с флейтой. Ок. 1623. Холст, масло. Берлинская картинная галерея
- Портрет юноши (Николас Халс?). Между 1597 и 1666. Холст, масло. Музей Рейнхарта в городском саду. Винтертур, Швейцария
- Почтовая марка СССР, 1971 год. «Портрет молодого человека с перчаткой в руке»